# 21-й Берлинский международный кинофестиваль
21-й Берлинский международный кинофестиваль прошёл с 26 июня по 6 июля 1971 года в Западном Берлине.

## Жюри
- Бьёрн Расмуссен (председатель жюри)
- Ида Ере
- Валтер Албукерки Мело
- Поль Клодон
- Кеннет Харпер
- Мани Каул
- Шарлотта Керр
- Рекс Рид
- Джанкарло Дзаньи

## Конкурсная программа
- Полюбить снова, режиссёр Кон Итикава
- Ang.: Lone, режиссёр Франц Эрнст
- Благослови зверей и детей, режиссёр Стэнли Крамер
- Блумфилд, режиссёр Ричард Харрис
- Как вкусен был мой француз, режиссёр Нелсон Перейра дус Сантус
- Отчаянные герои, режиссёр Фрэнк Д. Гилрой
- Первый день, режиссёр Херберт Холба
- Дулсима, режиссёр Фрэнк Несбитт
- Декамерон, режиссёр Пьер Паоло Пазолини
- Сад Финци-Контини, режиссёр Витторио Де Сика
- Jaider, der einsame Jäger, режиссёр Фолькер Фогелер
- Кот, режиссёр Пьер Гранье-Дефер
- Любовь – это война, режиссёр Рагнар Лассе-Хенриксен
- Счастливчики, режиссёр Вильгот Шёман
- Нини Тирабушо, режиссёр Марчелло Фондато
- Четыре ночи мечтателя, режиссёр Робер Брессон
- Красные колосья, режиссёр Живоин Павлович
- Свидание в Брэ, режиссёр Андре Дельво
- Он и любовь в стеклянном доме, режиссёр Михаэль Ферхёвен
- Уайти, режиссёр Райнер Вернер Фассбиндер

## Награды
- Золотой медведь:
  - Сад Финци-Контини, Витторио Де Сика
- Золотой медведь за лучший короткометражный фильм:
  - Апартаменты
- Серебряный медведь:
- Серебряный медведь за лучшую мужскую роль:
  - Жан Габен — Кот
- Серебряный медведь за лучшую женскую роль:
  - Симона Синьоре — Кот
  - Ширли Маклейн — Отчаянные герои
- Серебряный медведь за лучший сценарий:
  - Отчаянные герои
- Серебряный медведь за лучшую работу оператора:
  - Любовь — это война
- Серебряный медведь за лучший короткометражный фильм:
  - Il continuo
- Серебряный медведь за лучший анимационный фильм:
  - Порядок
- Серебряный медведь - специальный приз жюри:
  - Декамерон
- Особое упоминание:
- Особое упоминание - документальный фильм:
  - Ang.: Lone
- Приз ФИПРЕССИ - особый взгляд:
  - Реконструкция
  - В.Р. Мистерия организма
  - Аргентина, май 1969
- Приз международного евангелического жюри:
- Приз международного евангелического жюри (конкурсная программа):
  - Счастливчики
- Приз международного евангелического жюри (программа «Форум»):
  - Валы глины
  - Bananera libertad
  - Женский фильм
- Приз имени Отто Дибелиуса международного евангелического жюри:
  - Сад Финци-Контини
- Приз международного евангелического жюри - рекомендация:
- Приз международного евангелического жюри - рекомендация (конкурсная программа):
  - Благослови зверей и детей
- Приз международного евангелического жюри - рекомендация (программа «Форум»):
  - Geschichten vom Kübelkind
  - Большая кутерьма
  - В.Р. Мистерия организма
  - Чикаго 70
- Приз Международной Католической организации в области кино (OCIC):
- Приз Международной Католической организации в области кино (конкурсная программа):
  - Четыре ночи мечтателя
  - Благослови зверей и детей
- Приз Международной Католической организации в области кино - рекомендация:
- Приз Международной Католической организации в области кино - рекомендация (программа «Форум»):
  - Валы глины
  - Тропики
  - Саламандра
  - Bananera libertad
- Награда C.I.D.A.L.C.:
  - Красные колосья
- Премия международного союза кинокритиков (UNICRIT):
  - Отчаянные герои
- Золотой приз международной гильдии писателей (IWG):
  - Красные колосья